# 星之卡比系列角色列表
星之卡比系列是日本游戏公司HAL研究所和任天堂合作出品的电子游戏系列。系列主角为同名角色星之卡比。

## 主要角色
卡比（カービィ/Kirby）
CV：大本真基子（《星之卡比64》以後、動畫版）
身高大概二十至三十公分，經常要打倒敵人以解救卡比所居住的波普之星（ポップスター）和噗噗噗之國（プププランド，美版與歐版叫Dream Land，是波普之星唯一的國家。）。
性格天真、快活，喜歡吃東西和午睡，也喜歡唱歌，但唱得非常糟糕，還可當成是一種攻擊。
喜歡的食物是番茄和草莓小蛋糕（動畫中是西瓜），討厭的事物是毛蟲。
主要的攻擊方式是直接吸入敵人，或著吸入物品後吐出星型彈攻擊敵人。
只要把含有特殊能力的敵人吸到嘴巴裡再吞下去，便可複製該敵人的特殊能力。
在不同的作品中有各種不同的特殊能力。
《星之卡比 鏡之大迷宮》中可打電話呼叫鏡中世界的其他卡比前來協助。
《星之卡比 怪盜洛切團登場！》中可將補給品或複製能力以泡泡形式存放在腹中。
《星之卡比Wii》中吸入特殊的敵人後可獲得比普通的複製能力更強大的「超級能力」。
《星之卡比 三重豪華版》中可透過接觸奇蹟果實獲得「大爆炸吸入」能力，大幅增強吸入力量，能吸入平常無法吸入的巨大物品或敵人。
《星之卡比 機器博博行星》中可駕駛機器博博裝甲，破壞原本無法突破的障礙物。
《星之卡比 新星同盟》中可對部分敵人投擲盟友之心，將敵人變成自己的盟友。
《星之卡比 探索發現》中可透過吸入遺忘之地中的物品（如汽車、三角錐等）進行「塞滿嘴變形」。
帝帝帝大王（デデデ大王/King Dedede）
CV：櫻井政博（《星之卡比64》）、緒方賢一（動畫版）、熊崎信也（《星之卡比 三重豪華版》起）
《星之卡比》登場，噗噗噗之國的國王，《星之卡比64》中成為了卡比的同伴。
跟卡比一樣能吸東西、有飛行的能力，但不會變身，經常使用槌子來攻擊敵人。
有時會被闇物質附身或其他敵人利用，卡比的活躍之下多次幫助而恢復正常。
除了《星之卡比 鏡之大迷宮》中完全缺席之外，在任何主系列作品中皆有登場。
稱號為「宿敵之暴君（宿敵の暴君）」。
《星之卡比》的最終魔王。
《星之卡比 夢之泉物語》、《星之卡比 夢之泉DX》的Level 7的魔王。
《卡比彈珠台》的最終魔王。
《卡比之碗》的最終魔王，駕駛著巨大機器人「機械帝帝帝」。
《星之卡比2》的Level 7的魔王（被闇物質附身）。
《卡比磚塊球》的真正最終魔王。
《星之卡比 超級豪華版》當中遊戲模式「隨著春風（はるかぜとともに）」的最終魔王、「激烈衝突！美食比賽（激突! グルメレース）」的對手等登場。
《卡比寶石星》的最終魔王。《卡比寶石星（超任版）》的偽最終魔王。
《星之卡比3》的Level 5的魔王（被闇物質附身）。
《星之卡比64》中被闇利姆羅附身而發動攻擊，最後被卡比解救，以同伴身分加入卡比團隊。
《滾滾卡比》的最終魔王。
《卡比空中滑行》的競技場「VS帝帝帝（VSデデデ）」登場。此遊戲中條件已滿時可以在玩家欄選擇帝帝帝大王來使用。
《觸摸卡比》帝帝帝大王球，條件已滿時可以在玩家欄選擇帝帝帝大王來使用。迷你遊戲「トロッコチェイス」對戰對手登場。
《星之卡比 怪盜洛切團登場！》的Level 1的魔王。
《星之卡比 超究極豪華版》當中新增加遊戲模式「大王的反擊（大王の逆襲/REVENGE OF THE KING）」的最終魔王，以「蒙面帝帝帝（マスクド デデデ）」身分跟卡比一對一決鬥，而蒙面帝帝帝在新增加遊戲模式「真·通往格鬥王的道路（真・格闘王への道）」以四天王身分登場。
《任天堂明星大亂鬥X》可使用角色登場。
《毛線卡比》Area 5的魔王（被棒針狂人控制而毛線化）。
《集合！卡比》Level 3的魔王，搭乘熱氣球狀態朝下面丟兩種定時炸彈，Level 5以紫色模樣登場。當中迷你遊戲「卡比大師（カービィマスター）」登場。
《星之卡比Wii》以卡比同伴身分登場。
《星之卡比 三重豪華版》以蒙面帝帝帝成為Level 6的魔王之一（被塔狼蛛控制），迷你遊戲「卡比群星戰（カービィファイターズ）」、「大王的節拍躍動（大王のデデデでデン）」有登場。當中遊戲模式「帝帝帝GO（デデデでゴー!）」的主角。
《任天堂明星大亂鬥3DS/Wii U》可使用角色登場。條件：《星之卡比 三重豪華版》發售後角色網頁有該遊戲網站的連結。
《卡比群星戰Z》有登場。
《帝帝帝大王的節拍躍動Z》中為主要角色（可操作角色）。
《星之卡比 機器博博行星》因為哈魯特曼工程公司（ハルトマンワークスカンパニー）出現與瓦豆魯迪們用城堡的大砲來迎擊，結果被遭到攻擊使城堡毀壞，本人DNA被蘇姿取走，結局是本人跟瓦豆魯迪埋在瓦礫堆而出來平安無事。蘇姿用帝帝帝大王的DNA製作出「複製帝帝帝（クローンデデデ）」以Level 5的魔王登場，全身紫色模樣，連續戰兩場，第1場複製帝帝帝HP減少一定時會增加三個，第2場由三個複製帝帝帝來操縱稱為「D3砲」的機械砲台。
在「魅塔騎士GO 回歸（メタナイトでゴー リターンズ）」的複製帝帝帝的名稱前面多加了「Re:」，全身淡黃色模樣。
《大家一起！卡比獵人隊Z》中以來自鏡面世界的帝帝帝大王而登場。
《卡比的吸入大作戰》作為Level 5魔王登場（巨大帝帝帝），也在加強版以蒙面帝帝帝身分登場。
《星之卡比 新星同盟》作為章節「和平的世界-噗噗噗之國」關卡「頂峰決戰 帝帝帝城堡」的魔王，因為邪魔之心的影響使自己能夠變強壯。
完成章節「和平的世界-噗噗噗之國」後即成為夢幻盟友（可操作角色）。
同時也存在來自異次元的帝帝帝，稱號為「異界之暗君（異界の暗君）」。
《任天堂明星大亂鬥 特別版》可使用角色登場。
《卡比群星戰2》中和魅塔騎士一同作為魔王登場。
《星之卡比 探索發現》作為Level 4「雪白角峰」的魔王登場。思想被控制後加入了野獸軍團，被卡比打敗後趁隙捉走了艾菲靈。
卡比抵達野獸軍團的大本營後，戴上了猛獸面具後成為了「狂野 帝帝帝（ワイルド デデデ）」作為Level 6「紅通通禁區」的魔王登場。被打敗後恢復意識的帝帝帝大王護送卡比逃離追擊的野獸軍團。
魅塔騎士（メタナイト/Meta Knight）
CV：私市淳（動畫版）
《星之卡比 夢之泉物語》登場，是一個劍術大師。
戴著面具、有蝙蝠翅膀、身體藍色、藍色披風、擁有寶劍伽拉西亞、軍隊魅塔騎士團、戰艦哈爾巴德（戦艦ハルバード）。
非常注重騎士形象和精神，經常在高峰出現，在和卡比對決時會給他一把劍。在大部份遊戲中的真身都是一隻藍色的類似卡比的人物。
稱號為「孤高的騎士（孤高の騎士）」。
魅塔騎士的劍特徵：劍柄嵌有紅色珠子、顏色是金色、劍部分有利刃。
魅塔騎士的身體最初設定在《星之卡比 夢之泉物語》中是黑色的，後續作品改為藍色的。
《星之卡比 夢之泉物語》的Level 6的魔王。
《卡比彈珠台》以敵人身分，2周目條件已滿時可登場。
《卡比之碗》的排行榜中有魅塔騎士圖片。
《星之卡比 超級豪華版》當中遊戲模式「魅塔騎士的反擊（メタナイトの逆襲）」的最終魔王。
《卡比寶石星（超任版）》中以敵方身分登場。
《星之卡比 夢之泉DX》的Level 6的魔王（開戰前要先取劍並變身為劍模式）。隱藏模式「魅塔騎士GO（メタナイトでゴー!）」的主角。
《卡比空中滑行》中條件已滿時可以在玩家欄選擇魅塔騎士來使用。
《星之卡比 鏡之大迷宮》中阻止鏡之國（鏡の国）失控而踏上旅程，反而被自己心中的黑暗而實體化的闇魅塔騎士打敗被吸入次元鏡裡面。闇魅塔騎士被打敗並將卡比吸入黑洞時將自己的佩劍丟進黑洞給卡比使用。
《觸摸卡比》魅塔騎士球，條件已滿時可以在玩家欄選擇魅塔騎士來使用。
《星之卡比 怪盜洛切團登場！》的Level 7的魔王，為了阻止闇零復活而搶走寶箱。
《任天堂明星大亂鬥X》可使用角色登場。
《星之卡比 超究極豪華版》當中新增加遊戲模式「魅塔騎士GO DX（メタナイトでゴーDX!）」的主角。
《毛線卡比》Area 6的魔王（被棒針狂人控制而毛線化）。
《集合！卡比》當中迷你遊戲「空中探險隊EOS（空中探検隊EOS）」、「卡比大師」登場。
《星之卡比Wii》以卡比同伴身分登場。
《任天堂明星大亂鬥3DS/Wii U》可使用角色登場。
《星之卡比 機器博博行星》因為噗噗噗之國陷入危機而駕駛戰艦哈爾巴德應戰結果遭擊沉，被母電腦洗腦改造，洗腦解除後跟卡比一起搭乘戰艦哈爾巴德去阻止失控的星之夢。
被洗腦期間以Level 4的魔王「魅塔騎士博格（メタナイトボーグ）」登場、以Level 6的魔王身分，自己名稱後面多加了「改」。
當中遊戲模式「魅塔騎士GO 回歸（メタナイトでゴー リターンズ）」的主角。「魅塔騎士GO 回歸」的魅塔騎士博格完全是機器人，名稱前面多加了「強化量產」。
《星之卡比 新星同盟》作為章節「奇跡的星球-波普之星」關卡「盟軍夢想」的魔王，因為邪魔之心的影響使自己能夠分身。
完成章節「奇跡的星球-波普之星」後即成為夢幻盟友（可操作角色）。
同時也存在來自異次元的魅塔騎士，稱號為「異界的霜刃（異界の霜刃）」。
《任天堂明星大亂鬥 特別版》可使用角色登場。
《超級卡比獵人隊》作為背景客串登場。
《卡比群星戰2》中和帝帝帝大王一同作為魔王登場。
《星之卡比 探索發現》作為競技場的魔王登場。
頭巾瓦豆魯迪（バンダナワドルディ/Bandana Waddle Dee）
《星之卡比 超級豪華版》登場。戴著藍色頭巾，持有長槍（《卡比 對戰豪華版》是用陽傘）的一隻瓦豆魯迪。
自《星之卡比Wii》起常作為可控制角色。
《星之卡比 三重豪華版》、《星之卡比 機械行星》在關卡中負責贈送卡比補品。
《大家一起！卡比獵人隊Z》中幫卡比收成寶石蘋果（ジェムリンゴ）。
《卡比 對戰豪華版》中是卡比的搭檔，與卡比並肩作戰。
《星之卡比 新星同盟》中成為卡比的夢幻盟友（可控制角色）。
瓦豆魯迪（ワドルディ/Waddle dee）
《星之卡比》登場，星之卡比系列中出現的經典普通敵人。
命名由來是英文的「Waddle」，意思是「大搖大擺的走路」。
《星之卡比 夢之泉物語》此後拿陽傘的瓦豆魯迪擁有「陽傘」複製能力。
《星之卡比64》其中一隻瓦豆魯迪被闇利姆爾附身變成瓦豆魯篤而發動攻擊，最後被卡比解救，成為卡比的同伴。
《觸摸卡比》瓦豆魯迪球，條件已滿時可以在玩家欄選擇瓦豆魯迪來使用。
《星之卡比 探索發現》中不再是普通敵人，而是卡比一行人的同伴。被卡比救出的瓦豆魯迪們會修建瓦豆魯迪小鎮，提供對冒險有幫助的設施。

## 其它同伴

### 主系列遊戲中首次登場
陸庫（リック/Rick）
《星之卡比2》登場，一隻倉鼠，性別是公的。特點是可以爬牆和踩敵人。《星之卡比3》再度登場。
《星之卡比 新星同盟》中與海恩、空一同成為卡比的夢幻盟友（可控制角色）。
海恩（カイン/Kine）
《星之卡比2》登場，一隻翻車魚，性別是公的。特點是可以在水中自由移動，並且可以對抗水流。《星之卡比3》再度登場。
《星之卡比 新星同盟》中與陸庫、空一同成為卡比的夢幻盟友（可控制角色）。
空（クー/Coo）
《星之卡比2》登場，一隻長尾林鴞，性別是公的。特點是可以在空中任意移動，還可以對抗強風。《星之卡比3》再度登場。
《星之卡比 新星同盟》中與陸庫、海恩一同成為卡比的夢幻盟友（可控制角色）。
喵果（ナゴ/Nago）
《星之卡比3》登場，一隻三色貓，性別是公的。特點是可以在空中跳躍兩次和踩敵人。
《星之卡比 新星同盟》在卡比的「清潔」能力中客串。
嗶奇（ピッチ/Pitch）
《星之卡比3》登場，一隻小鳥，性別是公的。特點是可以飛行，並且可以拿到遠處的寶物。
《星之卡比 新星同盟》在卡比的「清潔」能力中客串。
啾啾（チュチュ/Chuchu）
《星之卡比3》登場，一個頭的背後綁紅色蝴蝶結、粉紅色的史萊姆，性別是母的。特點是可以在空中跳躍三次和在天花板上移動。
《星之卡比 新星同盟》在卡比的「清潔」能力中客串。
蠱依（グーイ/Gooey）
《星之卡比2》登場，一個暗暗的球體（《星之卡比3》是深藍色的史萊姆）。《星之卡比3》中成為卡比的同伴。和卡比一樣能複製敵人的能力，但不是用吸的，而是用舌頭把敵人抓過來。實際上是闇物質族，跟《星之卡比2》、《星之卡比3》的最終魔王是同種族，與其他的闇物質不同，有顆善良的心。
《星之卡比 新星同盟》中成為卡比的夢幻盟友（可控制角色）。
阿朵萊妮（アドレーヌ/Adeleine）
《星之卡比3》登場，簡稱阿朵（アド），是一位人類女子畫家，能把畫出來的東西變成實物。《星之卡比3》被闇物質附身而成為卡比的敵人。
《星之卡比64》中被闇利姆拉附身而發動攻擊，最後被卡比解救，正式成為卡比的同伴。
《星之卡比 新星同盟》中與莉寶一同成為卡比的夢幻盟友（可控制角色）。
莉寶（リボン/Ribbon）
《星之卡比64》登場，「波紋星球（リップルスター/Ripple Star）」的女性妖精。自己的故鄉星球被闇物質佔領時，帶著寶貴的水晶逃走。但是水晶被闇物質打碎，掉落在各星球裡，而莉寶則掉入波普之星，之後和卡比一起找回所有水晶碎片。
《星之卡比 新星同盟》中與阿朵萊妮一同成為卡比的夢幻盟友（可控制角色）。
巧歐（チャオ（ちゃお））
《星之卡比2》客串登場，一位人類女子，原本是《遊遊記》系列遊戲的登場人物。《星之卡比3》再度客串登場。
海外版的《星之卡比2》沒有登場。
布洛布（ブロッブ/Blob）
海外版的《星之卡比2》登場，蠱伊的妹妹，粉紅色球體、頭上綁緞帶。日版沒有登場。
魔法洛亞（マホロア/Magolor）
《星之卡比Wii》登場，宇宙船洛亞（ローア/Lor）的主人。
第一人稱說「我（ボク）」，當初宇宙船洛亞發生故障而墜毀在波普之星，後來請求卡比一行人來協助在波普之星各處找洛亞失散的零件，找齊零件並修復了洛亞後引導卡比一行人前往哈魯炕德拉。抵達哈魯炕德拉後洛亞馬上就被龍帝亞擊毀，於是魔法洛亞請求卡比一行人與龍帝亞戰鬥。
本人真正目的是取得潛藏在龍帝亞守護的「大師王冠（マスタークラウン）」中的無限之力，但戴上王冠後被其支配，使心底的黑暗面被放大，改變了取得力量的初衷而企圖征服全宇宙（包括波普之星）。
背叛的魔法洛亞第1形態類似巫師，第2形態是異形（有翅膀、圓形球體、一隻眼睛）。在「特別模式（エクストラモード）」變成「魔法洛亞靈魂（マホロア ソウル/Magolor soul）」的姿態登場而力量提升變強。
在與魔法洛亞的對話中透露了哈魯炕德拉實際上並非自己的故鄉，但他花了不少時間探索這個星球並且在火山挖掘出了宇宙船洛亞。
暫停畫面內容解說他是「遠離彼方的旅人（彼方からの旅人）」、「謊言的魔法師（虛言の魔術師）」。
《星之卡比 20周年特別珍藏版》在挑戰模式當中以卡比的競爭對手登場。
《大家一起！卡比獵人隊Z》和《超級卡比獵人隊》中以商人身分再度登場。
《星之卡比 新星同盟》中成為卡比的夢幻盟友（可控制角色）。
《星之卡比Wii 豪華版》中補充了魔法洛亞在故事模式後續的劇情。
被卡比打敗並脫離大師王冠的支配後，失去力量的魔法洛亞掉入了異次元空間，之後靠自己取回了原本的力量並離開異次元空間，穿越到了「卡比獵人隊的時空」並成為王國中的商人。
實際上魔法洛亞的夢想是為全宇宙的人們創造充滿歡樂的樂園，而在本作中魔法洛亞在遙遠的未來創造了「熱鬧魔法洛亞樂園」（即本作小遊戲模式的舞台），以「經理魔法洛亞」的身分管理著樂園。
在「真·通往格鬥王的道路（真・格闘王への道）」模式的最終戰中，魔法洛亞靈魂的能力受到大幅度加強，攻擊變得更多樣且難以閃避。
龍帝亞（ランディア/Landia）
《星之卡比Wii》登場，居住在「哈魯炕德拉（ハルカンドラ/Halcandra）」火山深處的四隻橘色飛龍（其中一隻戴著王冠就是大師王冠），哈魯炕德拉的守護神，負責守護哈魯炕德拉的秘寶「大師王冠」。龍帝亞們認為卡比一行人是要拿大師王冠就開始發動攻擊，以Level 7的魔王身分，一開始是以四頭巨型飛龍的姿態來攻擊，第二階段會分離成四隻飛龍。最後知道魔法洛亞的陰謀後，就幫助卡比們一起阻止魔法洛亞的征服全宇宙計畫。跟被魔法洛亞控制的宇宙船洛亞戰鬥時，操作龍帝亞就可以發射星形彈可以遠距離追加攻擊、可以用身體衝擊來近距離攻擊、集氣星形彈、巨大集氣星形彈等攻擊。在「特別模式（エクストラモード）」以紫色的模樣、力量變強而登場。
《星之卡比 機器博博行星》當中迷你遊戲「大家一起！卡比獵人隊（みんなで！カービィハンターズ）」的第5關、EX關登場。
《大家一起！卡比獵人隊Z》中以敵人身分再度登場。
《超級卡比獵人隊》中以敵人身分再度登場。
天空之民（天空の民/People of the Sky）
《星之卡比 三重豪華版》登場，居住在「浮游大陸－芙羅拉魯德（浮遊大陸 フロラルド）」的妖精姿態的居民，每個居民的造型跟花有關，有不可思議的力量（例如在第6-5關幫卡比打開門）。長期以來被女王塞昆托霓雅高壓統治而苦，居民們將最後希望的一顆世界樹種子丟到下界呼喚「下界勇者」卡比來拯救，這就是噗噗噗之國出現世界樹的原因。在第6-5關中被各別關在籠子裡，需要拯救居民們才可以破第6-5關。在最終決戰時幫助卡比與帝帝帝大王打倒塞昆托霓雅。
機器博博裝甲（ロボボアーマー/Robobot Armor）
《星之卡比 機器博博行星》登場，由哈魯特曼工程公司製造，會根據駕駛員改變自身的功能。
可破壞卡比原本無法突破的障礙物，和卡比的複製能力一樣，可透過掃描敵人，變換成各種模式。
在最終決戰中掃描了魅塔騎士的戰艦哈爾巴德，進而變換成「戰艦哈爾巴德」模式，和卡比與魅塔騎士一同消滅星之夢，最後在太空中將卡比送回波普之星，自己在太空中漂流。
艾菲靈（エフィリン/Elfilin）
CV：間宮胡桃
《星之卡比 探索發現》登場，青色形似老鼠的小精靈。在卡比抵達遺忘之地時被野獸軍團囚禁，但馬上被卡比救出，並和卡比一同探索遺忘之地，救出被囚禁的瓦豆魯迪。
實際上是究極生命體「菲克特·艾菲里斯」微小的博愛之心分離後誕生出的形體，全名為「菲克特·艾菲靈」，代號為「ID-F87」，在卡比探索完雪白角峰後被帝帝帝大王捉回實驗室·摸索發覺。被卡比救出後又被甦醒的菲克特吸入體內，使菲克特再次成為完全體。
在菲克特被卡比使用「巨大聯結車塞滿嘴」擊敗後，為了關閉連接波普之星和遺忘之地的神祕漩渦，阻止兩個星球相撞而耗盡了全部的力量，陷入了昏迷。而後被野獸軍團的卡洛凌找到，並在她的照顧下恢復，自己也得到了在波普之星和遺忘之地兩星球間穿梭的能力，因此能夠帶著卡比一行人自由來往遺忘之地。
邪惡貓頭 (Evil owl/Evowl)
屬於橘色漂浮貓頭狀，無法被卡比吸入。被攻擊後會呈現黑色邪惡貓頭狀，時間久了會自爆，請小心。

### 主系列以外遊戲中首次登場
毛毛（フラッフ/Prince Fluff）
CV：中村知子
登場於《毛線卡比》，是居住在毛線王國的王子。
勇者之心（勇者の心）
《集合！卡比》登場，引導卡比群打倒死亡迪亞茲的星之精靈，實際上是卡比被迪亞茲分裂時而分離飛出來的「卡比之心」，擁有強烈思考的結晶。可以跟卡比交談，第一人稱說「我（ボク）」。
艾莉妮（エリーヌ/Elline）
《觸摸卡比 超級彩虹》登場，跟卡比與頭巾瓦豆魯迪同行的妖精，頭頂像彩虹色的畫筆。黏土西亞在做出黏土細工出來時會來塗上顏色就創造完成，黏土西亞的同伴。
為了阻止被控制的黏土西亞時遭到古拉帕的襲擊，先逃亡到波普之星拯救已吸走顏色的卡比，請求他阻止黏土西亞。遊戲內容變成畫筆來畫一條彩虹線的活躍。
黏土西亞（クレイシア/Claycia）
《觸摸卡比 超級彩虹》登場，「七托邦（セブントピア）」的創造者。
擁有以黏土捏出各種形狀來製作而創造萬物的力量，跟艾莉妮是同伴。直到有一天本人拿到護目鏡就突然變化（被闇工匠附身），吸走波普之星的顏色，自己原先製作了七個世界。以Level 7的魔王身分，被卡比們打倒後就完全恢復正常，也幫助卡比們追闇工匠。

## 主要敵人

### 主系列遊戲中首次登場
瓦豆魯篤（ワドルドゥ/Waddle doo）
《星之卡比》登場，和瓦豆魯迪差不多，也是普通敵人，不過有一隻大眼睛，可以發出電擊光束。
《星之卡比 夢之泉物語》此後就變成擁有「光束」複製能力的通常敵人。還有拿陽傘的瓦豆魯篤擁有「陽傘」複製能力。
《觸摸卡比》瓦豆魯篤球，條件已滿時可以在玩家欄選擇瓦豆魯篤來使用。
風語大樹（ウィスピーウッズ/Whispy Woods）
《星之卡比》登場，Level 1的魔王身分。風語之森的守護者，在大多數遊戲中作為第一個魔王。以樹上的蘋果、蟲、一些怪物做攻擊，被打敗後通常會流下眼淚。
稱號為「森林守護者（森の番人）」。
同時也存在來自異次元的風語大樹，稱號為「異界的人面樹（異界の面樹）」。
羅羅羅&拉拉拉（ロロロ&ラララ/Lololo&Lalala）
《星之卡比》登場，Level 2的魔王身分，藍色是男生叫羅羅羅、紅色是女生叫拉拉拉。
原型來自於HAL研究所的《艾格大陸》系列遊戲的主角羅羅（ロロ/Lolo）&拉拉（ララ/Lala）。
獨眼雲（クラッコ/Kracko）
《星之卡比》登場，Level 4的魔王身分，一隻眼睛，周圍生滿尖刺的雲。可以發射光束、閃電、丟出小怪攻擊。
稱號為「單眼的雷雲（隻眼の雷雲）」。
為大多數卡比遊戲中期的大魔王。
也有未成形的形態（中間的眼睛僅四朵小雲圍繞）名為「獨眼雲二世（クラッコJr.）」。
《星之卡比 新星同盟》中有不同一般品種的獨眼雲，可分裂為「雙重獨眼雲（ツインクラッコ）」，稱號為「亂舞雙雲（乱舞する双雲）」。
同時也存在來自異次元的雙重獨眼雲，稱號為「異界的叢雲（異空の叢雲）」，被打敗後會合體成異次元大獨眼雲，稱號為「異界的亂雲（異界の大乱雲）」。
利劍騎士（ソードナイト）
《星之卡比 夢之泉物語》登場，青色鎧甲姿態使用劍攻擊，擁有「利劍」複製能力的通常敵人。
劍騎士（ブレイドナイト）
《星之卡比 夢之泉物語》登場，綠色鎧甲姿態使用劍攻擊，擁有「利劍」複製能力的普通敵人。早期官方的圖片為頭上有兩支角。
初登場時的日文名稱為「ブレードナイト」。《動畫版》起，日文名稱以「ブレイドナイト」為定。
小波比兄弟（ポピーブロスJr./Poppy Bros. Jr.）
首次於《星之卡比》登場，外表為戴著藍色聖誕帽和身穿藍衣服的小精靈（超級豪華版則是黃色）。
在《星之卡比 超級豪華版》中加入了會投擲炸彈的設定，也為他增加了複製能力「炸彈」，在早期的遊戲甚至有時會被自己炸死。除了投擲炸彈以外，還有投擲迴力鏢和踩蘋果或M番茄的變種。
在《星之卡比 新星同盟》中擔任示範盟友之心功能的對象。
此外，還有一種叫做大波比兄弟的大型敵人存在，複製能力是「爆裂」。
夢魘（ナイトメア/Nightmare）
CV：銀河萬丈（動畫版、超級卡比獵人隊）
《星之卡比 夢之泉的物語》、《星之卡比 夢之泉DX》的最終魔王。打算利用夢之泉入侵大家的夢中令大家做惡夢，結果帝帝帝大王不讓夢魘得逞拿走了「星之杖」將它分成碎片各交給手下保管。直到卡比打敗帝帝帝大王後收齊所有的星之杖的碎片而恢復，帝帝帝大王不斷阻止卡比而沒辦法，卡比將星之杖插回夢之泉讓夢魘跑出來了，為了阻止夢魘逃走，帝帝帝大王把卡比吸入後吐向夢魘。
第1形態是彩色球體，因為是夢魘之卵，稱為「夢魘-天體力量（ナイトメアーズパワーオーブ）」。第2形態是巫師，稱為「夢魘巫師（ナイトメアウィザード）」。
《集合！卡比》當中迷你遊戲「空中探險隊EOS」的最終魔王登場。
《超級卡比獵人隊》中以來自異次元的夢魘身分再度登場。
闇物質（ダークマター/Dark Matter）&真·闇物質（リアルダークマター/Real Dark Matter）
《星之卡比2》的最終魔王。是一群黑暗的物體、可以變身成多個面貌、可以分裂、也可以附身於別人身上。
闇物質奪走「彩虹島（虹の島々）」的彩虹使島上的居民而苦，闇物質想佔領波普之星，闇物質給人最特別的印象就是那一隻眼睛。
第1形態是劍士，可揮動身上的劍攻擊敵人、還會使用黑能量球或劍光束。第2形態是以真·闇物質的模樣，一個球狀物體，上面有八個小球和一隻眼睛，攻擊方式為散發身上的小球追蹤敵人和射出闇光線，實際上是《星之卡比2》的闇物質的真正模樣。跟蠱依、零為同種族。
《星之卡比3》中闇物質在《星之卡比2》被卡比擊退後，就跟零一起侵略波普之星。
《集合！卡比》當中迷你遊戲「卡比大師」的最終魔王登場。
《星之卡比 機械行星》當中遊戲模式「魅塔騎士GO 回歸」以「複製劍士闇物質（クローン剣士ダークマター）」登場，星之夢做出來的闇物質的複製品。
廚師蛋頭（コックカワサキ）
《星之卡比 超級豪華版》登場，以敵方中魔王身分，一位長相像海獅的廚師，全身橙色。擁有「料理」複製能力。《星之卡比3》以非敵人身分客串登場了。《星之卡比 超究極豪華版》依舊登場。
《星之卡比Wii》中在小遊戲中以大機器人身分客串登場。
《星之卡比 新星同盟》回歸成為中Boss，也可成為卡比的盟友。
角色命名由來是日本一家公司「川崎重工業（子公司:川崎重工業摩托車&引擎公司/川崎重工業モーターサイクル&エンジンカンパニー）」，原設計者喜歡此公司的單車才會給此角色命名。
格鬥家喬（ナックルジョー）
《星之卡比 超級豪華版》登場，格鬥家姿態使用有關格鬥技的攻擊，擁有「格鬥家」複製能力的普通敵人。
巨大鋒翼鳥（ダイナブレイド/Dyna Blade）
《星之卡比 超級豪華版》當中遊戲模式「白色羽翼巨大鋒翼鳥（白き翼ダイナブレイド）」的最終魔王，巨大的鳳凰、具有以攻擊為主要的飛行能力、部分攻擊無法使用防禦抵擋。在「魅塔騎士的反擊」中幫助卡比送上戰艦哈爾巴德。
《星之卡比 超究極豪華版》此魔王音樂變更。
《集合！卡比》當中迷你遊戲「卡比大師」客串登場。
《星之卡比 新星同盟》作為背景客串登場。
魔人哇姆霸姆·岩石（魔人ワムバムロック/Wham Bam Rock）
《星之卡比 超級豪華版》當中遊戲模式「洞窟大作戰（洞窟大作戦）」中Area 4－神祕樂園（神秘の楽園）的魔王，巨大的臉、戴耳環、岩石般的雙手，哇姆霸姆族的岩石魔人，也是當中遊戲模式「向銀河許願（銀河にねがいを）」的洞穴之星（洞穴の星 ケビオス/Cavios）的魔王。
《星之卡比 超究極豪華版》中此角色模樣設計變更，此魔王音樂變更。
銀河・新星（ギャラクティック・ノヴァ/Nova）
《星之卡比 超級豪華版》當中遊戲模式「向銀河許願（銀河にねがいを）」登場，機械仕掛的大彗星。
魔嚕酷（マルク/Marx）
《星之卡比 超級豪華版》當中遊戲模式「向銀河許願（銀河にねがいを）」的最終魔王，同時也是《星之卡比 超級豪華版》的最終魔王。
第一人稱說「我（ボク）」、句尾為「-なのサ」。本來是踩著球的魔法師，實際上是引起太陽與月亮之間鬥爭的元兇，使卡比為了平息太陽與月亮之間鬥爭而踏上銀河之旅，利用卡比收集各星球的各顆重要星星，收集七顆重要星星後召喚銀河・新星。卡比原本向銀河・新星許願讓太陽與月亮和好，結果被魔嚕酷給推開，魔嚕酷向銀河・新星許了願後變成了長出類似蝙蝠翅膀、力量強大、樣子變大的魔物，並要把波普之星據為己有。
《星之卡比 超究極豪華版》當中遊戲模式「真·通往格鬥王的道路」變成了「魔嚕酷 靈魂（マルクソウル/Marx Soul）」而力量提升更強，以四天王身分登場。
《集合！卡比》當中迷你遊戲「卡比對決!彈珠台（カービィのたいけつ!ピンボール）」的魔王登場。
《星之卡比 新星同盟》中成為卡比的夢幻盟友（可控制角色）。
零（ゼロ/Zero）
《星之卡比3》的最終魔王，闇物質族的首領。一個橢圓形白色物體、上面有一隻鮮紅眼睛。主要攻擊方式是散發紅色血塊和小暗物質，如果被擊敗後自己會脫離橢圓形白色物體（外殼）以鮮紅眼球姿態來糾纏卡比。跟蠱依、《星之卡比2》的最終魔王一樣都是同種族。
闇利姆爾（ダーク・リムル）
覆蓋著波紋星球的黑雲中飛出來的一部分，第1-1關的最後會附身在瓦豆魯迪時變成瓦豆魯篤而發動攻擊。
闇利姆拉（ダーク・リムラ）
覆蓋著波紋星球的黑雲中飛出來的一部分，第1-2關的最後它會身在阿朵萊妮而發動攻擊。
闇利姆羅（ダーク・リムロ）
覆蓋著波紋星球的黑雲中飛出來的一部分，第1-3關的最後會附身在帝帝帝大王而發動攻擊。
神奇物質（ミラクルマター/Miracle Matter）
《星之卡比64》的偽最終魔王，骰子模樣的、一個白色二十面立體、每一面上都有一隻鮮紅眼睛。可以變身成七種形態，卡比只能用該形態的攻擊屬性來攻擊。當被攻擊一次，一隻眼睛就會變黑。
02/零2（ゼロツー/Zero Two）
《星之卡比64》的真正最終魔王，跟零一樣是一個橢圓形白色物體、有一隻鮮紅眼睛、但頭上有光環和膠布、旁邊有一對翅膀、下面有隱藏的尾巴。只要攻擊被膠布蓋著的傷口，尾巴便會出現。再攻擊其尾巴，就會扣減02的生命值。如果攻擊02的翅膀，便會使02的移動速度變慢。
闇魅塔騎士（ダークメタナイト/Dark Meta Knight）
面具左眼有刀疤、披風有破裂、身體黑色、也擁有一把劍、也有蝙蝠翅膀。原本是魅塔騎士擁有的邪惡之心在鏡之國而實體化，故事一開始襲擊了魅塔騎士（魅塔騎士被打敗後而吸入次元鏡裡面）之後把次元鏡給砍成8個鏡之碎片而分散各地，也把卡比一分為四（但每個顏色不同）。
以Area 8魔王的身分變成魅塔騎士的模樣企圖襲擊卡比（以問號來隱藏名稱），卡比收齊了所有的鏡之碎片進入次元鏡裡面跟闇魅塔騎士決戰，為次元鏡內第1名魔王。
闇魅塔騎士的劍特徵：劍柄嵌有藍色珠子、顏色是銀色、劍部分有利刃。
《星之卡比 三重豪華版》當中遊戲模式「帝帝帝GO（デデデでゴー!）」的最終魔王，打敗黑暗帝帝帝之後就從女王房間的裝飾品「謎之鏡」出現，名稱後面多加了「復仇（リベンジ）」。
《星之卡比 新星同盟》中成為卡比的夢幻盟友（可控制角色）。
闇意向（ダークマインド/Dark Mind）
《星之卡比 鏡之大迷宮》的最終魔王，想佔領鏡之國。闇魅塔騎士被擊敗後就會出現黑洞並將卡比吸收進去，於卡比取起魅塔騎士的寶劍後會正式開戰，和闇物質一樣可以變身成多種形態，第1形態（第1~4場）身邊總是有兩塊鏡子，連戰6場，第5場會變成第2形態為橘色眼球模樣的大火球（聯想到火球或隕石）。第6場時變成第3形態而弱化或樣子縮小並試圖逃走，卡比會搭乘傳送之星並作出最終的追戰，最後闇意向被打至HP歸零時會播放工作人員表，玩家可繼續趁機攻擊闇意向，而且就算被打中亦不會死亡，直到工作人員表播放完畢後會跑回螢幕中間，最後等待幾秒時間後爆炸消滅。
怪盜洛切團（ドロッチェ団/Squeak Squad）
在宇宙中漫遊的老鼠盜賊團，一群和卡比搶奪寶箱的老鼠，怪盜洛切團目的是為了得到寶箱裡面的「強大力量」，最後跟卡比和解了。
《集合！卡比》登場來協助卡比群。
怪盜洛切（ドロッチェ/Daroach）
謎之盜賊，怪盜洛切團的團長，服裝模樣類似怪盜。想要得到擁有「強大力量」的寶箱往噗噗噗之國去，帝帝帝大王的寶箱被偷了將卡比丟到怪盜洛切團身邊順著掉進地下世界裡。Level 6&Level 8的魔王，主要武器是「三重星杖（トリプルスター）」，使用瞬間移動反應時偶爾射出反射彈或丟出炸彈、手中類似魔術棒的武器會發射冰凍雷射。
Level 8部分因為闇零的附身使怪盜洛切闇化，以「闇怪盜洛切（ダークドロッチェ/Dark Daroach）」身分登場。
《集合！卡比》登場來協助卡比群，也在當中迷你遊戲「卡比大師」登場。
《星之卡比 新星同盟》中與怪盜洛切團員一同成為卡比的夢幻盟友（可控制角色）。
鼠賓（スピン/Spinni）
戴墨鏡、紅色領巾。會投擲出手裏劍，還會用勾爪來抓取。手裏劍擁有「忍者」、勾爪擁有「鼬鼠（アニマル）」等複製能力。
多庫（ドク/Doc）
怪盜洛切團的發明家，不會徒手戰鬥，會搭乘UFO和其他機器，體力非常弱。本人的UFO會發射雷射、丟炸彈、高速移動等攻擊。本人的壞掉UFO擁有「UFO」、雷射擁有「雷射（レーザー）」、炸彈擁有「炸彈」等複製能力。以Level 3（駕駛機械獨眼雲）、Level 4（駕駛機械寄居蟹）的魔王登場。
鼠泰隆（ストロン/Storo）
怪盜洛切團的壯漢，身體是水藍色，身材高大又很胖，服裝模樣類似海盜水手。會以跳躍方式將對手壓扁、槌子等強勁的攻擊，走路速度慢。
吱鼠（チューリン/Squeakers）
怪盜洛切團的戰鬥員，有黃、綠、藍三個種類。黃色會飛躍、綠色會丟炸彈、藍色會丟巨大的定時炸彈，戰鬥員們的炸彈都是怪盜洛切團特製的炸彈，就算吸進去了也沒有「炸彈」複製能力。有紅色的吱鼠存在但只登場於迷你遊戲、故事的示範等。
闇零（ダークゼロ/Dark Nebula）
《星之卡比 怪盜洛切團登場！》的最終魔王，中間有一隻紅色眼睛的黑色星形物體，黑暗的支配者。封印在寶箱裡面擁有「強大力量」的真面目，被怪盜洛切解開寶箱的封印後附身於怪盜洛切使其闇化。打敗闇怪盜洛切後離開怪盜洛切的身體，只要到達一定的地方就以真面目模樣跟卡比決戰，可以隨時轉換電、冰、火的三種屬性能力。
哇姆霸姆・珠寶（ワムバムジュエル/Wham Bam Jewel）
《星之卡比 超究極豪華版》當中新增加遊戲模式「助手大師之道（ヘルパーマスターへの道）」的最終魔王，魔人哇姆霸姆·岩石被擊敗後本人就會出現。有三隻眼、戴王冠或耳環、帶有裝飾品的鑽石手、哇姆霸姆族之王。魔人哇姆霸姆·岩石的強化版，攻擊模式強化、追加、不同等。在「真·通往格鬥王的道路」以四天王身分登場。
星河騎士（ギャラクティックナイト/Galacta Knight）
稱號為「時空巡邏戰士（時巡る戦士）」。
《星之卡比 超究極豪華版》當中新增加遊戲模式「魅塔騎士GO DX（メタナイトでゴーDX）」的最終魔王，擁有強大力量而被封印的銀河最強戰士。類似魅塔騎士、武器以西洋騎士持有的矛與盾、天使般的青紫羽翼、面具上有十字型模樣的窺視孔和角、身體粉紅色等。在「真·通往格鬥王的道路」以四天王身分登場。
《星之卡比Wii》當中遊戲模式「真·通往格鬥王的道路」登場。
《星之卡比 機械行星》當中遊戲模式「魅塔騎士GO 回歸」的最終魔王，星之夢從古代召喚的銀河最強劍士，名稱後面多加了「回歸（リターンズ）」。
《星之卡比 新星同盟》當中遊戲模式「星之ΟOOO 新星盟友GO！」中被橘色夢蝶吞噬，與其產生共鳴並使其變化為冥蝶騎士，目前下落不明。
《超級卡比獵人隊》以「圍繞淵源的英雄」之名作為魔王登場。
塔狼蛛（タランザ/Taranza）
《星之卡比 三重豪華版》的故事開始時用魔法來抓走帝帝帝大王的謎之男，蜘蛛姿態、六隻手、有蜘蛛網圖案的綠色斗篷、稱為「操縱魔法師」，句尾為「～のね」。
其實是奉女王塞昆托霓雅的命令抓走帝帝帝大王使「下界勇者」卡比引過來到浮游大陸，塔狼蛛自己本身不會直接跟卡比戰鬥，會使用操縱魔法來控制帝帝帝大王（蒙面帝帝帝身分）跟卡比戰鬥，蒙面帝帝帝被擊敗後，自己就會幫蒙面帝帝帝提升力量變成紫色模樣並拿大斧來戰鬥，而蒙面帝帝帝的名稱後面多加了「復仇（リベンジ）」的文字。後來跟蒙面帝帝帝一起再被卡比擊敗後向塞昆托霓雅求助，結果被塞昆托霓雅認為沒有利用價值使用魔法把塔狼蛛吹飛了。
最終決戰時跟帝帝帝大王一起救出被塞昆托霓雅抓住的卡比，將「奇蹟果實（きせきの実）」丟給卡比讓他使用再度跟塞昆托霓雅決戰。
打倒塞昆托霓雅後跟卡比和解，跟天空之民一起將卡比與帝帝帝大王送回噗噗噗之國。
命名由來是歐洲傳說的毒蜘蛛「塔藍圖拉毒蜘蛛」。
《大家一起！卡比獵人隊Z》中以敵人身分再度登場，也有鏡面世界的塔狼蛛。
《星之卡比 新星同盟》中成為卡比的夢幻盟友（可控制角色）。
《超級卡比獵人隊》作為魔王登場。
女王塞昆托霓雅（クィン・セクトニア/Queen Sectonia）
CV：大本真基子
《星之卡比 三重豪華版》的女性最終魔王，以蜂的姿態、統治浮游大陸的女王、手拿著魔法棒（戰鬥時會拿兩根魔法棒，可以變成雙劍）、腰圍非常細、擁有強大的魔力或許多昆蟲軍團。
第一人稱說「私（わらわ）」，自稱是「萬物的女王」，也跟卡比對話劇情時說天空之民是「無能的國民」之類的話，長期以來對浮游大陸進行高壓統治讓天空之民所苦。
本人得知天空之民向下界的卡比求救的事情而命令塔狼蛛去下界抓走帝帝帝大王引卡比過來到浮游大陸。真正目的是企圖支配浮游大陸、下界（波普之星）兩個世界。
以Level 6的魔王登場，被擊敗後與世界樹融合讓力量變強和操控巨大藤蔓包圍整個浮游大陸和波普之星，後來卡比、帝帝帝大王、天空之民一起阻止塞昆托霓雅的野心。
第1形態與第2形態相同，只是各形態攻擊模式不同。但「格鬥王之道（格闘王への道）」只擊敗第1形態就結束了。
在「帝帝帝GO」中以「女王 塞昆托霓雅DX（クィン・セクトニアDX/Queen Sectonia DX）」的姿態、在「真·通往格鬥王的道路」變成「塞昆托霓雅 靈魂（セクトニア ソウル/Sectonia soul）」的姿態而登場。塞昆托霓雅靈魂的第1形態跟故事模式顏色不同、攻擊模式追加或強化而不同（因為她吸收許多「奇蹟果實」），第2形態以一個頭部或翅膀的形態（跟世界樹分離）。
《星之卡比 機器博博行星》當中遊戲模式「魅塔騎士GO 回歸」以複製塞昆托霓雅（クローンセクトニア）登場，星之夢做出來的女王塞昆托霓雅的複製品，死亡時透露了女王真實的形體（樣子類似塔狼蛛）。
秘書蘇姿（秘書スージー/Susie）
CV：大本真基子
將波普之星機械化的哈魯特曼工程公司的美女秘書，本名叫「蘇珊娜·菲米莉亞·哈魯特曼（スザンナ・ファミリア・ハルトマン）」。
Level 3的魔王，乘坐著幹部專用的侵略裝甲「リレインバー」來戰鬥。
當總裁哈魯特曼想要操縱星之夢時搶走了星之夢的控制器，但被星之夢攻擊。為了阻止星之夢摧毀宇宙，將機器裝甲（機器博博裝甲）交給卡比。最後帶著侵略裝甲離開了波普之星。
《星之卡比 新星同盟》中成為卡比的夢幻盟友（可控制角色）。
《大家一起！卡比獵人隊Z》中以來自異次元的秘書蘇姿身分登場。
《超級卡比獵人隊》中則追加以來自異次元的總裁蘇姿身分再度登場。
總裁・哈魯特曼（プレジデント・ハルトマン/President Haltmann）
CV：麥人
哈魯特曼工程公司總裁，本名叫「蓋因斯·因凱姆·哈魯特曼（ゲインズ・インカム・ハルトマン）」，常坐著浮游的噴射引擎的椅子。
Level 6的魔王，乘坐著專用的純金製的侵略裝甲「プレジデンバー」來戰鬥。擁有外觀球體的大型宇宙母艦「Acciss Arcs（アクシス アークス）」。
被卡比打敗後試圖操作星之夢反擊，但被蘇姿阻止，而後意識被星之夢控制，自己的記憶則一點一滴地被星之夢清除…
星之夢（星の夢/Star Dream）
《星之卡比 機器博博行星》的最終魔王，哈魯特曼工程公司的機械控制的母電腦。有自我意識，能透過控制總裁哈魯特曼與他人對話，企圖消滅所有生命體。
第1形態為電腦本體，第2形態跟Acciss Arcs合體，第3形態為酷似《星之卡比 超級豪華版》（《星之卡比 超究極豪華版》）的銀河・新星。但「魔王對戰賽（かちぬきボスバトル）」只擊敗第3形態就結束了。
在「魅塔騎士GO 回歸」模式中被回歸的星河騎士斬擊而受創。
「真 魔王對戰賽（真 かちぬきボスバトル）」中以「星之夢.靈魂OS（星の夢.Soul OS）」姿態登場，星之夢的強化版，第1~3形態的外觀、攻擊模式、顏色等不同，第4形態為酷似《星之卡比 超級豪華版》（《星之卡比 超究極豪華版》）的銀河・新星的心臟部位，HP減少一定時心型的核心就會戰鬥。
海內司與三魔官姐妹
《星之卡比 新星同盟》出現的反派，根據地為「邪魔哈洛亞大魔星（大魔星マジュハルガロア）」。為了改寫歷史而試圖使破壞之神「終焉・虛無」復活。
海內司（ハイネス/Hyness）
CV：千葉繁
三魔官姐妹的收留者兼領導者。
稱號為「魔神官」。
為章節「遙遠-閃耀光輝的勇者們」中關卡「終焉神降衛星」的魔王，開頭時試圖復活終焉・虛無，但失敗產生的反彈效應時邪魔之心散佈在宇宙各處。
直到卡比抵達封印的祭壇前，他不斷在回收邪魔之心，在雷槍帕嚕提扎努被打敗後，他親自出動攻擊卡比。在第二階段，他露出了真面目，並把三魔官作為武器。
被卡比打敗後，他將三魔官和自己作為祭品，使終焉・虛無甦醒，隨後又因卡比在終焉・虛無體內大鬧而被吐了出去。
在模式「異次元空間英雄同盟」中在異次元空間中以「闇化海內司」身分與卡比對戰。在卡比打敗了三魔官姐妹並用盟友之心感化她們後，卡比用了所剩的盟友之心使海內司從闇化狀態恢復正常，和三魔官姐妹團圓。
從海內司說出的話可知他很久以前就被古人驅逐到銀河邊緣，他和三魔官阻止了銀河危機的到來，但古人並未向他們表達感謝，甚至想把他們從歷史中抹滅，因此才想使終焉・虛無復活，藉此復仇。
冰斧基斯（フラン・キッス/Francisca）
CV：上田麗奈
三魔官姐妹之一。手持淡藍色冰斧，打鬥時還會拿出水槍。
稱號為「冰晶三魔官」或「災厄再來的冰晶」。
為章節「暗黑要塞-邪魔哈魯達」中關卡「凝視的迴廊」和章節「遙遠-閃耀光輝的勇者們」中關卡「寒冬小行星」的魔王，在回收邪魔之心時遇到卡比並阻止他前進。
在海內司與卡比的最終決戰時，被海內司當成武器使用，又被作為復活終焉・虛無的祭品之一。隨後又因卡比在終焉・虛無體內大鬧而被吐了出去。
在模式「異次元空間英雄同盟」中跟著海內司的腳步前往異次元空間，在海內司被打倒後和露啾、帕嚕一同攻擊卡比。被卡比打倒後成為夢幻盟友（三魔官姐妹）。
炎劍露啾（フラン・ルージュ/Flamberge）
CV：高橋李依
三魔官姐妹之一。手持紅色火焰劍，打鬥時還會拿出大砲。
稱號為「業火三魔官」或「災厄再來的業火」。
為章節「暗黑要塞-邪魔哈魯達」中關卡「中央深處」和章節「遙遠-閃耀光輝的勇者們」中關卡「火焰小行星」的魔王，在回收邪魔之心時遇到卡比並阻止他前進。
在海內司與卡比的最終決戰時，被海內司當成武器使用，又被作為復活終焉・虛無的祭品之一。隨後又因卡比在終焉・虛無體內大鬧而被吐了出去。
在模式「異次元空間英雄同盟」中跟著海內司的腳步前往異次元空間，在海內司被打倒後和基斯、帕嚕一同攻擊卡比。被卡比打倒後成為夢幻盟友（三魔官姐妹）。
雷槍帕嚕提扎努（ザン・パルルティザーヌ/Zan Partizanne）
CV：柚木涼香
三魔官姐妹之一。手持金黃色雷電長槍，打鬥時會變出雷神鼓放電。
稱號為「雷牙三魔官」或「災厄再來的雷牙」。
為章節「暗黑要塞-邪魔哈魯達」中關卡「天啟之間」和章節「遙遠-閃耀光輝的勇者們」中關卡「終焉神降衛星」的魔王，在回收邪魔之心時遇到卡比並阻止他前進，
在被卡比打敗後，使邪魔哈魯達要塞自毀，自己便立即逃離。在卡比抵達封印的祭壇後，為幫助海內司爭取時間而再次阻止卡比。
在海內司與卡比的最終決戰時，被海內司當成武器使用，又被作為復活終焉・虛無的祭品之一。隨後又因卡比在終焉・虛無體內大鬧而被吐了出去。
在模式「異次元空間英雄同盟」中跟著海內司的腳步前往異次元空間，在海內司被打倒後和基斯、露啾一同攻擊卡比。被卡比打倒後成為夢幻盟友（三魔官姐妹）。
終焉・虛無（エンデ・ニル/Void Termina）
《星之卡比 新星同盟》的最終魔王，由海內司召喚出來（以三魔官和海內司自己為祭品），最後被卡比和盟友組成的「閃耀新星同盟」擊毀。
稱號為「破神」或「破壞之神」。
第一型態為巨人，有五個弱點，需輪流擊破，第二型態為心臟，第三型態為巨鳥（同樣有五個弱點），最終型態為核心，外形為粉紅色球體，有類似卡比的五官。
在遊戲模式「The終極抉擇」中「靈魂出竅的辣」難度，身體由藍黑色轉為藍白色，核心名稱變為「虛無之靈魂（ソウル オフ ニル）」且樣貌變為白色球體。
也在「靈魂出竅的辣Extra」難度中登場，身體顏色變得更黑暗且眼睛變為紅色，稱號變為「真 破神」，核心名稱變為「虛無（ニル）」且樣貌變為帶七彩紋路的白色球體。
冥蝶騎士（バルフレイナイト/Morpho Knight）
稱號為「復活的極蝶（黄泉返る極蝶）」或「啜夢的極蝶（夢啜る極鳥）」。
本體是一隻橘色夢蝶，在吞噬星河騎士後獲得了騎士的形體。
《星之卡比 新星同盟》當中遊戲模式「星之ΟOOO 新星盟友GO！」中的最終魔王，吸收了星河騎士後化身為冥蝶騎士。
在遊戲模式「The終極抉擇」中「靈魂出竅的辣Extra」難度中，力量得到了提升，名稱後面多加了「EX」，外觀變為深黑色。
《星之卡比 探索發現》中吸收了菲克特·艾菲里斯的靈魂，作為「絕島幻夢·遺忘」的最終Boss登場。被卡比打敗後被艾菲里斯反噬。
野獸軍團（ビースト軍団/Beast Pack）
本作登場的敵人，所有成員皆以現實世界的動物作為原型，為了收集菲克特生存所需的能量而不斷捕捉遺忘之地上的瓦豆魯迪。在菲克特被卡比打敗後與卡比一行人和解。
獅王加爾夫（レオンガルフ/Leongar）
CV：三宅健太
稱號為「獸王」。
野獸軍團的領導者，一隻獅子。在遺忘之地的原生種離開遺忘之地後被菲克特控制，成為了菲克特的棋子，並下令野獸軍團捕獲瓦豆魯迪。自己則待在原生種研究菲克特的實驗室「實驗室·摸索發覺」內部。
卡比抵達實驗室後，和卡比解釋了菲克特的野心後和卡比展開戰鬥。被卡比打敗後，自己則和其他的野獸一起被甦醒的菲克特吸收。
菲克特被卡比打敗後，獅王被變成靈魂的菲克特附身，被困在絕島「幻夢·遺忘」的盡頭，靈魂被菲克特捨棄，散落在絕島的各地。卡比和艾菲靈從各地蒐集到獅王的靈魂後抵達絕島的盡頭，並將靈魂送回獅王的體內，但因為菲克特的靈魂還在獅王的體內，不久後便進入暴走狀態，以「獅王·遺忘（レオン・フォルガ）」之姿與卡比戰鬥。被卡比打敗後，菲克特的靈魂脫離獅王的體內，並在卡洛凌與其它野獸軍團的成員將剩下的靈魂送回獅王的體內之後完全甦醒。
卡洛凌（キャロライン/Clawroline）
稱號為「女爪豹」。
一隻雌性豹，野獸軍團的幹部之一，是本作Level 3「驚奇樂園遺址」的魔王。使用利爪和丟出飛刀進行攻擊。
在艾菲靈陷入沉睡後找到了它並給予照顧，使其恢復，而後找到了獅王的靈魂和形體所在的絕島「幻夢·遺忘」，並帶著野獸軍團蒐集了獅王的部分靈魂。
猩猛霸（ゴルルムンバ/Gorimondo）
稱號為「剛腕獸」。
一隻大猩猩，野獸軍團的幹部之一，是本作Level 1「自然草原」的魔王。力氣很大，能夠揮動雙臂或投擲巨石進行攻擊。
犰魔亂舞（アルマパラパ/Sillydillo）
稱號為「舞轉甲獸」。
一隻犰狳，野獸軍團的幹部之一，是本作Level 5「原始荒野大地」的魔王。能夠高速滾動，也會使用收藏品（籠子、布偶炸彈、等身大的娃娃）攻擊敵人。
加魯魯菲（ガルルフィ/Awoffy）
類似狗的野獸，代替瓦豆魯迪作為本作的普通敵人。
菲克特·艾菲里斯（フェクト・エフィリス/Fecto Elfilis）
本作的最終魔王，被遺忘之地的原生種稱為「究極生命體」，代號為「ID-F86」。
原本打算侵略遺忘之地的菲克特被原生種捕獲，並研究其空間傳送的能力，但研究的過程中發生了意外，使艾菲靈從其體內分離，並逃出研究設施，自己則陷入了沉睡，原生種只好將沉睡中的幼體「菲克特·遺忘（フェクト・フォルガ）」保存在「實驗室·摸索發覺」裡的永恆膠囊中。為了蒐集所需的大量能量而用思想電波控制了獅王，是野獸軍團的幕後黑手。
獅王加爾夫被卡比打敗後，侵略計畫被打亂的菲克特甦醒並將獅王和大量野獸吞噬，而後吞噬了艾菲靈，回歸了完全體，與卡比展開戰鬥。
在戰鬥後艾菲靈再次被卡比從自己體內取出，在形體崩壞前開啟了神祕漩渦，試圖使波普之星與遺忘之地相撞，但在最後關頭被卡比使用「巨大聯結車塞滿嘴」擊敗。
被卡比擊敗後，自己成為了靈魂「靈魂·遺忘（ソウル・フォルガ）」並附身在獅王的體內，計畫從絕島「幻夢·遺忘」的盡頭發起反攻，但再次被卡比擊敗。
靈魂·遺忘現形不久後即被漂流到絕島上的橘色夢蝶吸收，化身為冥蝶騎士，而冥蝶騎士被卡比打敗後則被靈魂·遺忘反噬，誕生出了魂沌新物種「混沌·艾菲里斯（カオス・エフィリス）」。
失控的魂沌被卡比打敗後，受卡比的奇蹟之力影響，化為微小的光芒並與艾菲靈結合。

### 主系列以外遊戲中首次登場
機械帝帝帝（メカデデデ/Mecha King DeDeDe）
《卡比之碗》的最終魔王，系列中少見的機械型最終魔王，座艙內由帝帝帝大王來搭乘。
普洛波（ブロボ/Brobo）
《卡比磚塊球》的偽最終魔王，攜帶兩隻火箭拳的機器人。最初頭部或兩手進行活動，魔王戰時頭部或兩手跟身體合體進行戰鬥。此遊戲中條件已滿時才能跟真正最終魔王帝帝帝大王戰鬥。
古利爾（グリル/Grill）
《卡比寶石星（超任版）》的真正最終魔王，類似魔嚕酷體型的少年魔法師，性別不明，第一人稱說「僕（僕ちん）」。此遊戲中條件已滿狀態打敗帝帝帝大王後就會出現來跟卡比對戰，可以算是隱藏魔王。
繪畫墮落錫安（ドロシア/Drawcia）
《觸摸卡比》的女性最終魔王，原本是無名的畫像，經過長年歲月有了自我意識而失控離開畫像就實體化，企圖支配繪畫世界。第1形態是魔女，稱為「繪畫墮落錫安 女巫（ドロシア ソーサレス）」。第2形態是混合染料的球體，稱為「繪畫墮落錫安 靈魂（ドロシア ソウル）」。
棒針狂人（アミーボ・アモーレ/Yin-Yarn）
《毛線卡比》的最終魔王，將毛線王國隔開的反派。故事開始時卡比散步途中發現的毛線番茄，結果自己的毛線番茄被卡比吃掉，本人盛怒之下把卡比吸入魔法短襪裡使卡比來到毛線王國而卡比本身毛線化。企圖要把噗噗噗之國給毛線化，句尾為「-でアミーボ」或「-でアモーレ」的滑稽語氣，性格狡猾卑劣。實際上是用魔法毛線編織出來的假姿態（模樣像墨西哥風格的魔法師），本體是一對編織棒（編織鉤針），真正模樣是阿米荷和阿莫雷是一起生活的編織棒兄弟。第2場以最終兵器「阿米荷機器人（アミーボ・ロボ）」的模樣來戰鬥。
命名由來是「編織棒（編み棒）」、「Mall（モール）」。
頭骨軍團（ドクロ団）
《集合！卡比》中的跟骷髏有關的敵人，來自迪亞茲星雲。
死亡迪亞茲（ネクロディアス/Necrodeus）
《集合！卡比》的最終魔王，骷髏模樣的怪物、手拿著擁有神秘力量的權杖、頭骨軍團的首領。故事開始時把卡比一分為十使卡比的能力弱化，討厭光而企圖把世界變黑暗。跟死亡迪亞茲見面劇情時時以巨大石像姿態跟卡比群對話，第1形態是一個本體、兩隻手的形態，第2形態是兩隻手遭到破壞後就以一個本體形態（嘴巴裡面有一顆眼睛）來戰鬥。
頭骨大王（ドクロだいおう）
死亡迪亞茲的手下，Level 4的魔王，巨大的身體能潛伏在火山之中，外觀為骷髏與豬的組合。
頭骨將軍（ドクロしょうぐん）
率領頭骨兒們的頭骨軍團一員，比頭骨兒還要大，體力或外表跟頭骨兒不同。
頭骨兒（ドクロン）
頭骨軍團中的地位低，專門抓走卡比群其中一個，使卡比群人數減少。
噗赫（ブーフ）
頭骨軍團中以豬模樣的敵人，用鼻息吹走卡比群害他們掉下去。
岩石手（ロックハンド）
頭骨塔聚集影子所誕生的岩石之手。
頭骨士（ドクロス）
頭骨兒的強化版、有長角的，它僅存在於迪亞茲星雲。
古拉帕（グラバー）
《觸摸卡比 超級彩虹》登場，故事開始時追擊艾莉妮或把波普之星的顏色變成黑白顏色星球的敵人，手掌心有眼睛的雙手。真實身分是闇工匠的雙手。最終決戰時跟闇工匠一起逃走，被卡比與艾莉妮聯手就跟闇工匠一同消滅了。類似闇物質族。
闇工匠（ダーククラフター）
《觸摸卡比 超級彩虹》的最終魔王，戴有墨鏡有一隻眼睛的彩虹色的雲。化為護目鏡附身在黏土西亞，原本是醜陋黑色。最終決戰中被卡比與艾莉妮聯手消滅了。